# مراد بيغي (الريف الغربي)
مراد بيغي (بالفارسية: مرادبیگی) هي منطقة سكنية تقع في إيران في قسم الريف الغربي الريفي. يقدر عدد سكانها بـ 142 نسمة بحسب إحصاء 2016.